# Mlýny
Mlýny là một làng thuộc huyện Tábor, vùng Jihočeský, Cộng hòa Séc.